# Herb Międzyzdrojów
Herb Międzyzdrojów – jeden z symboli miasta Międzyzdroje i gminy Międzyzdroje w postaci herbu.

## Wygląd i symbolika
Herb przedstawia na tarczy typu nowofrancuskiego zachodzące na horyzoncie czerwone słońce, którego promienie są naprzemiennie czerwone i żółte. Poniżej słońca delikatnie zafalowane morze, na którym umieszczona jest kotwica trzonem i łapami skierowana ku dolnej lewej części. Poniżej znajduje się żółty wąski pas symbolizujący plażę. 
Herb nawiązuje do wypoczynkowego charakteru miasta i gminy Międzyzdroje. Kotwica podkreśla związek miasta z morzem. 

## Historia
Herb przyjęto w styczniu 1986 roku  przez Radę Narodową Miasta i Gminy  Międzyzdroje. Autorem herbu gminy był mieszkaniec Międzyzdrojów Adam Natkański. 
W roku 2003 wojewoda zachodniopomorski – przy okazji zatwierdzania uchwały w sprawie uchwalenia statutu gminy Międzyzdroje – stwierdził nieważność wzoru herbu, zauważając, że Rada Miejska nie dopełniła obowiązku uzyskania, przed podjęciem uchwały, opinii Ministra Spraw Wewnętrznych i Administracji w zakresie wzoru symbolu.
W 2013 r. Komisja Heraldyczna zakwestionowała dotychczasowy herb Międzyzdrojów. Czerwone słońce nad morzem i kotwica, będą musiały przejść poprawki. Komisja uznała, że herb zawiera błędy. Według opinii Komisji Heraldycznej figury w herbie są narysowane niezgodnie z przyjętą w heraldyce stylizacją: fragmenty godeł obwiedzione są linią konturową, podczas gdy pozostałe zostały jej pozbawione. Górna krawędź powierzchni pokrytej falami zaznaczona jest grubym konturem, sugerującym podział pola tarczy. Wbrew zasadom heraldyki polskiej, godło (kotwica) nałożone jest na pole zawierające figury geometryczne (fale). Niewłaściwy jest również kształt tarczy herbowej, gdyż w polskiej heraldyce samorządowej przyjęto kształt tarczy późnogotyckiej (hiszpańskiej). Linie konturowe tarczy herbowej i słońca są zbyt grube.